# Marie Cuttoli
Marie Cuttoli (* 1879 in Tulle; † 1973) war eine französische Unternehmerin und Schirmherrin der modernistischen Tapisserie.

## Leben
Cuttoli war ursprünglich an der Wiederbelebung der Teppichproduktion in Algerien interessiert. Um 1910 richtete sie in ihrem algerischen Zuhause eine Werkstatt ein, in der sie einheimischen Frauen das Handwerk beibrachte; ihre Arbeiten wurden dann an Haute-Couture-Häuser in Paris verkauft. 1925 wurden ihre Werke auf der Internationalen Ausstellung für moderne Industrie- und Kunstgewerbekunst ausgestellt und gut aufgenommen. Im selben Jahr eröffnete sie in Paris in der Rue Vignon das Maison Myrbor (eine Abkürzung ihres Mädchennamens), eine Galerie und ein Designhaus, das von Jean Lurçat entworfen wurde. In der Rue Vignon gab es etablierte Kunsthändler wie Daniel-Henry Kahnweiler. Maison Myrbor stellte bestickte und applizierte Kleider her, von denen einige von Natalia Goncharova entworfen wurden, bot eine Dekorationsabteilung an und veranstaltete große Gemäldeausstellungen für Künstler wie Salvador Dalí und Francis Cyril Rose.
Die Barnes Foundation stellte ihre Arbeit im Jahr 2020 aus und veröffentlichte einen Katalog dieser Arbeit, in dem sie die Ausstellung als erste Feier „ihrer visionären Annäherung an Kunst und Wirtschaft“ durch eine große amerikanische Institution zitierte.
1927 gab Cuttoli bei Georges Braque, Fernand Léger, Joan Miró und Pablo Picasso Kartons in Auftrag. Im folgenden Jahr wandte sie sich der Wiederbelebung der Aubusson-Tapisserieindustrie zu und ermutigte weitere Avantgarde-Künstler der damaligen Zeit, auf der Grundlage ihrer Staffeleibilder Gobelins zu weben, darunter Raoul Dufy, Le Corbusier, Jean Lurçat, Henri Matisse und Georges Rouault. Cuttoli ging eine Partnerschaft mit der Galerie Jeanne Bucher und später mit der Galerie Lucie Weill & Seligmann ein.
1912 heiratete sie Paul Cuttoli, einen in Algerien geborenen französischen Politiker, einen radikalen sozialistischen Senator. Die Cuttolis errichteten in Philippeville, Algerien, ein Herrenhaus namens Villa Myriam: Ihr Pariser Haus in der Rue de Babylone 55 wurde zum Wohnsitz von Yves Saint Laurent und seinem Partner Pierre Bergé. Als enge Freundin von Picasso und anderen zeitgenössischen Künstlern sammelte die Cuttolis Werke von Picasso sowie von Braque, Dufy und Léger. Ihre Sammlung kubistischer Werke wurde dem Musée National d’Art Moderne geschenkt, die Schenkung von Cuttoli-Laugier 1969 an dasselbe Museum umfasste eine Sammlung von Picassos.
| Personendaten    | Personendaten                                                              |
| ---------------- | -------------------------------------------------------------------------- |
| NAME             | Cuttoli, Marie                                                             |
| KURZBESCHREIBUNG | französische Unternehmerin und Schirmherrin der modernistischen Tapisserie |
| GEBURTSDATUM     | 1879                                                                       |
| GEBURTSORT       | Tulle                                                                      |
| STERBEDATUM      | 1973                                                                       |